# Haiba
Haiba est un village d'Estonie situé au sud-ouest de Tallinn, dans le sud du Comté de Harju. Jusqu'en 2017, il était le centre administratif de la Commune de Kernu.